# 이일순
이일순{1928년 ~ 2008년)조선(대한제국)의 황족
기업인 방정식의 어머니이자 기업인 방대룡의 배우자이다.

## 생애

### 출생
조선 영조대왕의 6대손으로 전라북도 정읍에서 3녀 중 장녀로 태어났다.

### 혼인 전
1928년 출생 17세에 당시 15세였던 방대룡과 결혼(조혼)

### 혼인 후
해방이후 1950년 한국전쟁이 발발하자 남편 방대룡은 전쟁에 강제 징집되고 혼자 아이를 키우게 된다.(당시 방정례(4세),방정화(2세)) 남편이 전쟁이후 지리산에서 내려오자
대한민국 정권이 방대룡을 공산당으로 몰아세우고 징역 9년을 선고한다. 남편이 석방되자 남편은 사업을 시작하겠다고 하자 말리었지만 집을 나가 오랬동안 돌아오지 않고 한참 뒤에서야 집에 돌아오는데 이일순은 남편의 넥타이를 모두 잘라버려 사업을 말렸다.
1983년 남편 방대룡이 뇌출혈로 사망후 이일순은 2008년 10월에 노환으로 사망한다.

## 사후안치장
사후 시신은 화장하여 인천 가족공원 납골당에 안치되어있다.

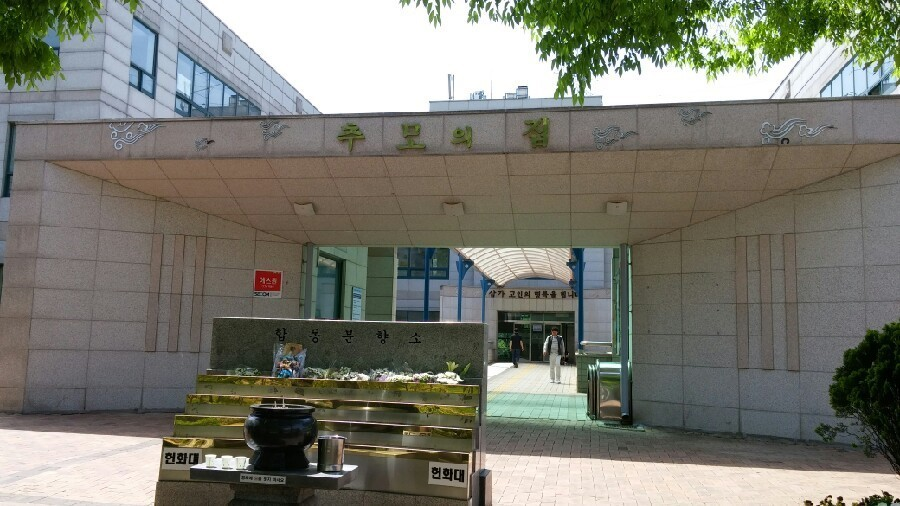
인천에 있는 가족공원 내에 있는 추모의집이다.

안치는 추모의집 지하에 안치됨. 배우자인 방대룡과 함께 안치되어있다.

## 가족관계
-현조부(6대조): 영조대왕
- 배우자 : 방대룡
  - 장녀 : 방정례
    - 사위 : ?

  - 차녀 : 방정화
    - 사위 : ?

  - 3녀 : 방정난
    - 사위 : ?

  - 4녀 : 방정수
    - 사위 : ?

  - 5녀 : 방정미
    - 사위 : ?

  - 장남 : 방정식
    - 며느리 : 이정순
      - 장손녀 : 방유라
        - 손녀사위 : 이은섭

      - 손녀 : 방하민
      - 장손자 : 방태빈